# Gazdzicki Sound
Der Gazdzicki Sound (englisch; polnisch Cieśnina Gaidzickiego) ist eine Meerenge im Archipel der Südlichen Shetlandinseln. In der Destruction Bay von King George Island verläuft sie zwischen dem Westufer der Bucht und der vorgelagerten Insel Trowbridge Island.
Polnische Wissenschaftler benannten sie 1984 nach dem Geologen Andrzej Gazdzicki, der von 1978 bis 1979 an polnischen und argentinischen Antarktisexpeditionen beteiligt war.